# McGovarin-Hügel
Der McGovarin-Hügel ist ein 830 m hoher Hügel an der Oates-Küste des ostantarktischen Viktorialands. Er ragt in den Kavrayskiy Hills an der Westflanke des Rennick-Gletschers auf.
Wissenschaftler der deutschen Expedition GANOVEX III (1982–1983) nahmen seine Benennung vor. Namensgeber ist der kanadische Hubschrauberpilot Steven McGovarin, der an dieser Forschungsreise beteiligt war.